# Päpstlicher Rat Cor Unum
Der Päpstliche Rat Cor Unum (lat. Pontificium Consilium Cor Unum) wurde am 15. Juni 1971 mit dem apostolischen Schreiben Amoris officio Papst Pauls VI. errichtet. Zum 1. Januar 2017 wurde der Rat aufgelöst. Cor unum („ein Herz [und eine Seele]“) ist ein Zitat aus Apg 4,32 , wo von der Gütergemeinschaft der Jerusalemer Urgemeinde erzählt wird.

## Aufgaben
Innerhalb der Kurie hatte der Rat unter anderem die Aufgabe, die humanitären Hilfsaktionen des Heiligen Stuhls in Krisen- und Katastrophengebieten zu organisieren und durchzuführen. Weiterhin sollte er die globalen caritativen Aktivitäten der katholischen Kirche und ihrer zugehörigen Institutionen und Organisationen koordinieren. Eine weitere Funktion bestand in der Leitung der ihm zugeordneten Stiftungen Populorum progressio und der 1984 von Johannes Paul II. gegründeten Stiftung Johannes Paul II. für die Sahelzone. Auf Grund seines Aufgabenspektrums wurde er daher häufig auch als „päpstliches Entwicklungsministerium“ bezeichnet.
Papst Johannes Paul II. definierte in seiner Apostolischen Konstitution Pastor bonus vom 28. Juni 1988 das Wirken von Cor Unum als „Sorge der katholischen Kirche für die Notleidenden, auf dass die Brüderlichkeit unter den Menschen wachse und Christi Liebe sich zeige“.
Papst Franziskus verfügte am 17. August 2016 mit dem Motu Proprio Humanam progressionem die Auflösung des Rates zum 1. Januar 2017. Die bisherigen Zuständigkeiten des Rates wurden von diesem Zeitpunkt an vom neuerrichteten Dikasterium für die ganzheitliche Entwicklung des Menschen übernommen, dessen Leitung der Papst dem bisherigen Präsidenten des Päpstlichen Rates für Gerechtigkeit und Frieden, Peter Kardinal Turkson, übertrug.

## Struktur
Anfangs wurde der Rat unter Johannes Paul II. in Personalunion vom Kardinalpräsidenten des Päpstlichen Rates für Gerechtigkeit und Frieden geleitet. 1995 wich der Papst erstmals von dieser Praxis ab und ernannte den deutschen Erzbischof und späteren Kardinal Paul Josef Cordes zum Ratspräsidenten. Der Päpstliche Rat Cor Unum wurde zuletzt von einem Kardinalpräsidenten geleitet, dem ein Sekretär und ein Untersekretär zur Seite standen. Der Rat selbst bestand zusätzlich zum Präsidenten aus 38 Mitgliedern und neun Konsultoren, die vom Papst für jeweils fünf Jahre berufen wurden.

## Personen

### Präsidenten
- 1971–1978: Jean-Marie Villot
- 1978–1984: Bernardin Gantin
- 1984–1995: Roger Etchegaray
- 1995–2010: Paul Josef Cordes
- 2010–2014: Robert Sarah
- 2014–2016: vakant

### Mitglieder (Auswahl)
- Albrecht Freiherr von Boeselager, Mitglied ab 1994
- Alfredo Bruniera,  Vizepräsident 1978–1981
- Petko Christow, Mitglied
- John Jerome Cunneen, Mitglied ab 1995
- Valerian D’Souza, Mitglied ab 2000, bestätigt 2007
- Giovanni Pietro Dal Toso, Sekretär ab 2010
- Paul-Mounged El-Hachem, Konsultor
- Michael Fitzgerald, Mitglied 1994–2000
- Fernand Franck, Konsultor
- Arlindo Gomes Furtado, Mitglied ab 2015
- Stephen Fumio Hamao, Mitglied ab 2000, bestätigt 2003
- Cláudio Hummes, Mitglied ab 2000, bestätigt 2001
- Lajos Kada, Mitglied ab 1971, Untersekretär ab 1973
- Soane Patita Paini Mafi, Mitglied 2015–2017
- Iván Antonio Marín López, Sekretär ab 1992
- Margret Marquart, Konsultorin
- Renato Raffaele Martino, Mitglied ab 2003
- Medardo Joseph Mazombwe, Mitglied
- Francesco Montenegro, Mitglied 2015–2017
- Peter Neher, Mitglied ab 2005
- Joseph Ngô Quang Kiệt, Mitglied ab 2007
- Norbert  Herkenrath, Mitglied
- Edwin Frederick O’Brien, Mitglied 2012–2019
- Clemens Pickel, Mitglied
- Daniel Patrick Reilly, Mitglied
- Henri de Riedmatten, Generalsekretär ab 1971
- Hans-Peter Röthlin, Mitglied ab 2007
- Antonio María Rouco Varela, Mitglied ab 2000
- José Manuel Santos Ascarza, Mitglied
- Josef Sayer, Mitglied
- Francesco Antonio Soddu, Mitglied
- Luis Antonio Tagle, Mitglied 2015–2017
- Segundo Tejado Muñoz, Untersekretär ab 2011
- Christian Wiyghan Tumi, Mitglied ab 2000
- Peter Turkson, Mitglied 2010–2016
- Antonio Ignacio Velasco García, Mitglied ab 2001
- Alois Wagner, Vizepräsident 1981–1992
- Gabriel Zubeir Wako, Mitglied ab 2003
- Lazarus You Heung-sik, Mitglied 2007–2012